# William P. Rogers
William Pierce Rogers (Norfolk, 23 de junio de 1913-Bethesda, 2 de enero de 2001) fue un político estadounidense, Fiscal general de los Estados Unidos desde 1957 a 1961 bajo el mandato del presidente Dwight David Eisenhower y Secretario de Estado  desde 1969 a 1973 durante la presidencia de Richard Nixon.

## Biografía
Rogers nació el 23 de junio de 1913 en Norfolk, New York. Tras la muerte de su madre, al comienzo de su adolescencia, fue educado por sus abuelos. Diplomado en Derecho, se colegia como abogado en 1937 y trabaja entre 1938 y 1942 bajo el mandato del fiscal Thomas Edmund Dewey en la persecución del crimen organizado en la ciudad de Nueva York. 
En 1942, se incorpora a la Armada de los Estados Unidos en la que sirve a bordo del barco USS Intrepid durante la batalla de Okinawa.
En 1950, Rogers entra en el consejo de administración de la firma jurídica "Dwight, Royall, Harris, Koegel & Caskey" más tarde denominada "Rogers & Wells" y después "Clifford Chance Rogers & Wells", en cuyo bufete de abogados trabajará hasta su muerte. En 1953, Rogers se incorpora a la administración del presidente Dwight David Eisenhower como Fiscal general adjunto (Deputy Attorney General) y después como Fiscal general (Attorney General) desde 1957 a 1961. 
Desde el 22 de enero de 1969 hasta el 3 de septiembre de 1973, desempeña el cargo de Secretario de Estado del presidente Richard Nixon; pero será cortocicuitado en su labor por el papel y la importancia adquirida por el consejero de seguridad nacional, Henry Kissinger quien le sucederá en el cargo. 
Fue el artífice del Plan Rogers que bajo la premisa "paz por territorios" intentó resolver el conflicto de Oriente Medio entre árabes e israelíes tras la Guerra de los Seis Días. Aunque el plan fue aceptado oficialmente por Egipto y Jordania en julio de 1970, con el pleno apoyo de la Unión Soviética, no fue aceptado por Israel al considerar que no se daban suficientes garantías de paz por los países árabes.
En 1986, presidió la Comisión presidencial sobre el transbordador espacial Challenger, conocida como Comisión Rogers, encargada de investigar las causas del accidente de la nave espacial Challenger, cuyo informe demoledor para la dirección de la NASA constató todas las negligencias que se habían cometido.
Rogers murió el 2 de enero de 2001 en Bethesda, Maryland.